# 하우스 오브 로칠드
《하우스 오브 로칠드》(The House Of Rothschild)는 미국에서 제작된 알프레드 L. 워커 감독의 1934년 드라마 영화이다. 조지 알리스 등이 주연으로 출연하였고 대릴 F. 자눅 등이 제작에 참여하였다.
21세기 픽처스의 개봉 해의 가장 큰 히트작이었다. 미국에서 그 해의 가장 대중적인 영화 가운데 하나이기도 했다.
아카데미 작품상 후보에 지명되었다.

## 출연

### 주연
- 조지 알리스
- 보리스 칼로프

### 조연
- 로레타 영
- 로버트 영
- C. 오브리 스미스
- 아서 바이론
- 헬렌 웨스틀리
- 레지날드 오웬
- 플로렌스 아리스
- 앨런 모우브레이
- 홈즈 허버트
- 폴 하비
- 이반 F. 심슨
- 노엘 매디슨
- 머레이 킨넬
- 조지스 리너벤트
- 오스카 아프펠
- 럼스덴 헤어
- 길버트 에머리
- 찰스 E. 에반스

## 기타
- 협력프로듀서: 윌리암 고에츠
- 협력프로듀서: 레이몬드 그리피스
- 미술: 리처드 데이
- 의상: 그웬 웨이크링